# Étoile à hélium
Une étoile à hélium est une étoile bleue de type spectral O ou B présentant de très fortes raies de l'hélium et des raies de l'hydrogène plus faibles que d'ordinaire indiquant des vents stellaires forts et une perte significative de masse des couches externes de l'étoile. Les étoiles à hélium extrêmes ont un spectre dépourvu des raies de l'hydrogène. Les étoiles à hélium pures se trouvent sur ou à proximité d'une séquence principale de l'hélium, semblable à la séquence principale formée par les étoiles plus courantes constituées d'hydrogène. Le terme étoile à hélium était autrefois synonyme d'étoile de type B, mais cet usage est aujourd'hui considéré comme obsolète.
On pense que les étoiles à hélium sont à l'origine des supernovae de type Iax, par exemple dans le cas de SN 2021Z dans la galaxie spirale NGC 1309 ou ce qui est observé avec la nova V445 Puppis (en).